# Campionato italiano di calcio da tavolo
Il campionato italiano di Subbuteo/Calcio da Tavolo è un torneo, creato nel 1974, sotto l’egida della FICMS, che assegna al vincitore il titolo di campione d'Italia, secondo varie categorie di età, del gioco del Subbuteo/Calcio da Tavolo

## Storia

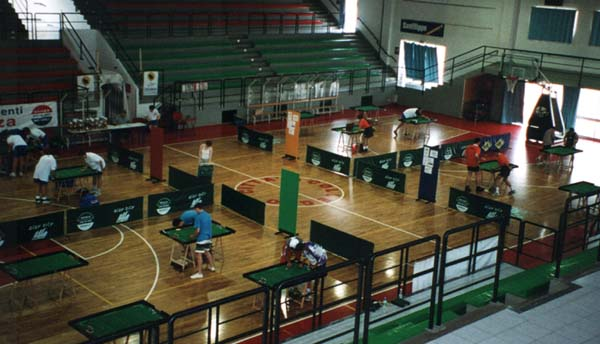
Un torneo di Calcio da Tavolo

Alla prima edizione, disputata ad Arenzano,  presero parte 2 giocatori per ogni regione d'Italia, qualificati tramite apposite selezioni regionali. La gara si disputò con i partecipanti riuniti in un'unica categoria, con un primo turno di gironi eliminatori, un turno di quarti di finale con i giocatori suddivisi in 2 gironi di 4 ciascuno. I primi di ogni girone disputarono la finalissima. Il primo campione d'Italia fu il genovese Stefano Beverini, che guadagno così anche il diritto a disputare il Campionato del Mondo del 1974 a Monaco di Baviera.
All'inizio si decise di disputare la manifestazione ogni 2 anni, difatti il secondo titolo venne assegnato nel 1976, per poi passare alla classica cadenza annuale. Numerose le formule adottate nel corso del tempo, già dalla seconda edizione venne inserita la categoria Juniores, riservata ai giocatori sotto i 15 anni di età. Dal 1984 vennero organizzati anche i campionati italiani a squadre.  Nel 1987 a seguito di una spaccatura si scioglie la FICMS e  nascono l'AICIMS e  la FICT che rimane in vita 3 anni. Solo nel 1994 venne disputato il primo campionato riservato alla categoria Under 20 ed uno riservato al Calcio da tavolo rosa.Dallo scioglimento dell’AICIMS nel 1995 viene creata la FISCT tutt’oggi esistente .  Nel 1997 venne introdotta anche la categoria Veteran, ovvero riservata ai giocatori over 40 (ora 45).  Dal 2006 si cominciano a disputare anche campionati nazionali per i più piccoli, nacquero così la categoria Under 12 ed il Campionato Nazionale Primavera a squadre.
Il record di vittorie nella categoria più importante, l'Open, spetta al reggiano Renzo Frignani con 7 titoli conquistati (2 nella FICT) tra il 1980 ed il 2000 seguito dal  genovese Davide Massino, vincitore a tra la metà degli anni '80 e '90 di 5 tricolori individuali. Alle sue spalle con 4 affermazioni il reggiano Saverio Bari  mentre con 3 titoli ci sono il napoletano Massimo Bolognino,   il barese  Mario Baglietto ed  il casalese  Luca Colangelo. Tra i veteran 3 titoli per il perugino Stefano De Francesco, ed i romani Patrizio Lazzaretti e Fabrizio Sonnino seguiti con 2 titoli dal ternano Francesco Mattiangeli, dal palermitano Emilio Richichi e dal laziale Severino Gara. Tra gli under spicca   il napoletano Mattia Bellotti, che ha complessivamente conquistato 6 "scudetti".In assoluto chi ha vinto più titoli italiani tra le varie categorie  è Renzo Frignani con 8. Tra i club i più scudettati  sono l’ACS  Perugia e la Flli Bari Reggio Emilia con 6 campionati italiani assoluti  nella bacheca, ed  alle loro spalle con 5 il T.S.C. Stella Artois di Milano e gli Eagles Napoli. Tra i giocatori 8 titoli italiani  per Simone Bertelli e Massimiliano Nastasi, 7 per Stefano De Francesco 6 per Saverio Bari e Marco Lamberti e 5 per Massimo Bolognino ,Gianluca Galeazzi,  Francesco Mattiangeli , Antonio Mettivieri e Vincenzo Varriale.

## Albo d'oro

### Campionati Italiani Individuali di Calcio da Tavolo
| Campionati italiani individuali | Campionati italiani individuali       | Campionati italiani individuali                           | Campionati italiani individuali                          | Campionati italiani individuali       | Campionati italiani individuali       | Campionati italiani individuali                | Campionati italiani individuali       |
| Anno                            | Luogo                                 | Open                                                      | Veteran                                                  | Under-19                              | Under-15                              | Under-12                                       | Donne                                 |
| ------------------------------- | ------------------------------------- | --------------------------------------------------------- | -------------------------------------------------------- | ------------------------------------- | ------------------------------------- | ---------------------------------------------- | ------------------------------------- |
| 1974                            | Arenzano                              | Stefano Beverini - (Genova)                               |                                                          |                                       |                                       |                                                |                                       |
| 1976                            | Genova                                | Stefano Beverini - (Genova)                               | Alessandro Scaletti - (Roma)                             |                                       |                                       |                                                |                                       |
| 1977                            | Genova                                | Edoardo Bellotto - (Mestre)                               | Andrea Piccaluga - (Pisa)                                |                                       |                                       |                                                |                                       |
| 1978                            | Roma                                  | Alessandro Scaletti - (Roma)                              | Renzo Frignani - (Reggio Emilia)                         |                                       |                                       |                                                |                                       |
| 1979                            | Milano                                | Nicola Di Lernia - (Mestre)                               | Giorgio Salmon - (Genova)                                |                                       |                                       |                                                |                                       |
| 1980                            | Mestre                                | Renzo Frignani - (Reggio Emilia)                          | Andrea Antiga - (L'Aquila)                               |                                       |                                       |                                                |                                       |
| 1981                            | L'Aquila                              | Renzo Frignani - (Reggio Emilia)                          | Pierpaolo Pesce - (L'Aquila)                             |                                       |                                       |                                                |                                       |
| 1982                            | Reggio Calabria                       | Andrea Antiga - (L'Aquila)                                | Fabio Abate - (Milano)                                   |                                       |                                       |                                                |                                       |
| 1983                            | Montecatini Terme                     | Renzo Frignani - (Reggio Emilia)                          | Massimo Averna - (Reggio Calabria)                       |                                       |                                       |                                                |                                       |
| 1984                            | Roma                                  | Davide Massino - (Genova)                                 | Andrea Di Vincenzo - (Pescara)                           |                                       |                                       |                                                |                                       |
| 1985                            | Arenzano                              | Davide Massino - (Genova)                                 | Giovanni Lazzara - (Palermo)                             |                                       |                                       |                                                |                                       |
| 1986                            | Milano                                | Renzo Frignani - (Reggio Emilia)                          | Mario Baglietto - (Bari)                                 |                                       |                                       |                                                |                                       |
| 1987                            | Firenze Pescara (FICT)                | Mario Baglietto - (Bari) Renzo Frignani - (Reggio Emilia) | Marco Mingrone - (Roma) Federico Sanavio - (Mestre)      |                                       |                                       |                                                |                                       |
| 1988                            | Sorrento Bologna (FICT)               | Mario Baglietto - (Bari) Renzo Frignani - (Reggio Emilia) | Filippo Morabito - (Palermo) Christian Peroni - (Trento) |                                       |                                       |                                                |                                       |
| 1989                            | Bari Trento (FICT)                    | Davide Massino - (Genova) Francesco Mattiangeli - (Terni) | Giancarlo Giulianini - (Faenza) Andrea Dorato - (Asti)   |                                       |                                       |                                                |                                       |
| 1990                            | Caserta                               | Gianluca Galeazzi - (Milano)                              | Giuseppe Rosini - (Firenze)                              |                                       |                                       |                                                |                                       |
| 1991                            | Arenzano                              | Emanuele Funaro - (Milano)                                | Alessandro Perrino - (Bari)                              |                                       |                                       |                                                |                                       |
| 1992                            | Milano                                | Davide Massino - (Genova)                                 | Simone Bertelli - (Pisa)                                 |                                       |                                       |                                                |                                       |
| 1993                            | Benevento                             | Davide Massino - (Genova)                                 | Alessandro Marchili - (Rieti)                            |                                       |                                       |                                                |                                       |
| 1994                            | Roma                                  | Mario Baglietto - (Bari)                                  | Christian Filippella - (Benevento)                       | Sergio Caggiano - (Salerno)           | Dora Tretola - (Benevento)            |                                                |                                       |
| 1995                            | Duino                                 | Stefano Scagni - (Milano)                                 | Simone Bertelli - (Pisa)                                 | Efrem Intra - (Bergamo)               | Elena Intra - (Bergamo)               |                                                |                                       |
| 1996                            | Bergamo                               | Eric Benvenuto - (Trieste)                                | Simone Bertelli - (Pisa)                                 | Alex Orlando - (Aviano)               | Nadia Calcina - (Trieste)             |                                                |                                       |
| 1997                            | Faenza                                | Giancarlo Giulianini - (Faenza)                           | Stefano De Francesco - (Perugia)                         | Efrem Intra - (Bergamo)               | Filippo Vitali - (Bergamo)            | Paola Bonalumi - (Milano)                      |                                       |
| 1998                            | Rieti                                 | Stefano De Francesco - (Perugia)                          | Fabrizio Sonnino (Roma)                                  | Efrem Intra - (Bergamo)               | Marco Brunelli - (Rieti)              | Maria Daniela Schiavo - (Napoli)               |                                       |
| 1999                            | Padova                                | Stefano De Francesco - (Perugia)                          | Fabrizio Sonnino (Roma)                                  | Efrem Intra - (Bergamo)               | Bruno Mazzeo - (Bergamo)              | Elena Intra - (Bergamo)                        |                                       |
| 2000                            | Genova                                | Renzo Frignani - (Reggio Emilia)                          | Massimo Conti (Faenza)                                   | Francesco Conti - (Genova)            | Giorgio Mazzeo - (Bergamo)            | Loredana Ferri - (Bergamo)                     |                                       |
| 2001                            | Bari                                  | Massimiliano Nastasi - (Perugia)                          | Carlo Melia (Urbino)                                     | Ilario Dragonetti - (Napoli)          | Antonello Fino (Bari)                 | Ada Volpe - (Bari)                             |                                       |
| 2002                            | Bologna                               | Luca Capellacci - (Urbino)                                | Severino Gara (Roma)                                     | Bruno Mazzeo - (Bergamo)              | Stefano Buono - (Sansepolcro)         | Laura Petti - (Perugia)                        |                                       |
| 2003                            | Urbino                                | Antonio Mettivieri - (Charleroi)                          | Alberto Riccò (Reggio Emilia)                            | Daniele Bertelli - (Pisa)             | Stefano Buono - (Sansepolcro)         | Matteo Muccioli - (Cesena)                     | Laura Petti - (Perugia)               |
| 2004                            | Roma                                  | Massimo Bolognino - (Napoli)                              | Fabrizio Sonnino (Roma)                                  | Daniele Bertelli - (Pisa)             | Jacopo Di Sora - (Roma)               | Mattia Bellotti - (Napoli)                     | Laura Panza - (Bergamo)               |
| 2005                            | Milano                                | Luca Capellacci - (Urbino)                                | Rodolfo Casentini (Roma)                                 | Daniele Bertelli - (Pisa)             | Mattia Bellotti - (Napoli)            | Filippo Tecchiati - (Genova)                   | Loredana Ferri - (Bergamo)            |
| 2006                            | Bari                                  | Massimo Bolognino - (Napoli)                              | Severino Gara (Roma)                                     | Stefano Buono - (Sansepolcro)         | Mattia Bellotti - (Napoli)            | Simone Palmieri - (Napoli)                     | Alessandra Brescia - (Napoli)         |
| 2007                            | La Spezia                             | Simone Bertelli - (Pisa)                                  | Francesco Mattiangeli (Terni)                            | Stefano Buono - (Sansepolcro)         | Mattia Bellotti - (Napoli)            | Diego Tagliaferri - (Roma)                     | Gabriella Costa - (Napoli)            |
| 2008                            | Ferrara                               | Simone Bertelli - (Pisa)                                  | Emilio Richichi (Palermo)                                | Riccardo La Rosa - (Palermo)          | Mattia Bellotti - (Napoli)            | Luca Battista - (Napoli)                       | Valentina Bartolini - (Perugia)       |
| 2009                            | Baronissi                             | Daniele Bertelli - (Pisa)                                 | Francesco Mattiangeli (Terni)                            | Riccardo La Rosa - (Palermo)          | Luca Battista - (Napoli)              | Diego Tagliaferri - (Roma)                     | Giuditta Lo Cascio - (Palermo)        |
| 2010                            | Casale Monferrato                     | Daniele Pochesci - (Roma)                                 | Emilio Richichi (Palermo)                                | Mattia Bellotti - (Napoli)            | Micael Caviglia - (Roma)              | Ernesto Gentile - (Cosenza)                    | Eleonora Buttitta - (Palermo)         |
| 2011                            | Chianciano Terme                      | Saverio Bari - (Reggio Emilia)                            | Stefano De Francesco - (Perugia)                         | Luigi Di Vito - (Napoli)              | Luca Colangelo - (Casale Monferrato)  | Ernesto Gentile - (Cosenza)                    | Giuditta Lo Cascio - (Palermo)        |
| 2012                            | Chianciano Terme                      | Saverio Bari - (Reggio Emilia)                            | Stefano De Francesco - (Perugia)                         | Luca Colangelo - (Casale Monferrato)  | Claudio Panebianco - (Catania)        | Marco Di Vito - (Napoli)                       | Eleonora Buttitta - (Palermo)         |
| 2013                            | Chianciano Terme                      | Saverio Bari - (Reggio Emilia)                            | Gianfranco Calonico (Sanremo)                            | Andrea Ciccarelli - (Napoli)          | Paolo Zambello - (Casale Monferrato)  | Claudio La Torre - (Barcellona Pozzo di Gotto) | Paola Forlani - (Milano)              |
| 2014                            | San Benedetto del Tronto              | Massimo Bolognino - (Napoli)                              | Fabio Belloni (Perugia)                                  | Micael Caviglia - (Roma)              | Matteo Ciccarelli - (Napoli)          | Claudio La Torre - (Barcellona Pozzo di Gotto) | Giulia Brillantino - (Cremona)        |
| 2015                            | San Benedetto del Tronto              | Luca Zambello - (Casale)                                  | Massimiliano Croatti (Rimini)                            | Micael Caviglia - (Roma)              | Alessandro Amatelli - (Casale)        | Leonardo Giudice - (Livorno)                   | Paola Forlani - (Milano)              |
| 2016                            | San Benedetto del Tronto              | Saverio Bari - (Reggio Emilia)                            | Patrizio Lazzaretti (Roma)                               | Matteo Ciccarelli - (Napoli)          | Antonio La Torre - (Barcellona P.G.)  | Matteo Cammarata - (Torino)                    | Paola Forlani - (Milano)              |
| 2017                            | Desenzano del Garda                   | Luca Colangelo - (Casale)                                 | Patrizio Lazzaretti (Roma)                               | Filippo Cubeta - (Casale)             | Claudio La Torre - (Barcellona P.G.)  | Vincenzo Cuzzocrea - (Catania)                 | Paola Forlani - (Milano)              |
| 2018                            | San Benedetto del Tronto              | Luca Colangelo - (Casale)                                 | Patrizio Lazzaretti (Roma)                               | Antonio Fontana - (Bagheria)          | Pasquale Ianniello - (Nola)           | Francesco Borgo - (Casale)                     | Sara Guarcia - (Napoli)               |
| 2019                            | San Benedetto del Tronto              | Luca Colangelo - (Casale)                                 | Pasquale Torano (Modena)                                 | Luca Riccio - (Sessa Aurunca)         | Mattia Ferrante - (Sessa Aurunca)     | Francesco Borgo - (Casale)                     | Julia filippelli - (Aosta)            |
| 2020                            | Non disputati causa pandemia Covid 19 | Non disputati causa pandemia Covid 19                     | Non disputati causa pandemia Covid 19                    | Non disputati causa pandemia Covid 19 | Non disputati causa pandemia Covid 19 | Non disputati causa pandemia Covid 19          | Non disputati causa pandemia Covid 19 |

### Campionati Italiani a Squadre di Calcio da Tavolo
| Campionati italiani a squadre di Calcio da Tavolo | Campionati italiani a squadre di Calcio da Tavolo | Campionati italiani a squadre di Calcio da Tavolo | Campionati italiani a squadre di Calcio da Tavolo | Campionati italiani a squadre di Calcio da Tavolo | Campionati italiani a squadre di Calcio da Tavolo | Campionati italiani a squadre di Calcio da Tavolo |
| Anno                                              | Luogo                                             |                                                   | 2º classificato                                   | 3º classificato                                   | 4º classificato                                   |                                                   |
| ------------------------------------------------- | ------------------------------------------------- | ------------------------------------------------- | ------------------------------------------------- | ------------------------------------------------- | ------------------------------------------------- | ------------------------------------------------- |
| 1984/85                                           |                                                   | S.C. Jäegermeister Mestre                         | S.C. Mars Palermo                                 |                                                   |                                                   |                                                   |
| 1985/86                                           |                                                   | SC F.lli Pesaro Bologna                           | S.C. Jäegermeister Mestre                         | S.C. Almas Roma                                   | A.C.S. Perugia                                    |                                                   |
| 1986/87                                           |                                                   | A.C.S. Perugia                                    | S.C. Genova                                       | S.C. Bossico Milano                               | S.C. Mars Palermo                                 |                                                   |
| 1987/88                                           | Genova Bologna F.I.C.T.                           | S.C. A.S.M. Almas Nola S.C. Adriatico Pescara     | S.C. Granducato Toscana S.C. Flli Pesaro Bologna  | S.C. Bossico Milano S.C. SAi Torino               | S.C. Don Bosco Bari S.C. Genova                   |                                                   |
| 1988/89                                           | Genova Castiglion del Lago F.I.C.T.               | S.C. Genova* S.C. Quadrifoglio Bari               | S.C. Granducato Toscana S.C. SAi Torino           | S.C. Salernitana S.C. Ternana                     | S.C. Nola '74 S.C. Bottini Genova                 |                                                   |
| 1989/90                                           | Genova                                            | T.S.C. Stella Artois Milano                       | S.C. Nola '74                                     | S.C. C.S.E.N. Piemonte Torino                     | S.C. Bari 88                                      |                                                   |
| 1990/91                                           | Milano                                            | T.S.C. Stella Artois Milano                       | S.C. Bari 88                                      | S.C. Nola '74                                     | S.C. C.S.E.N. Piemonte Torino                     |                                                   |
| 1991/92                                           | Milano                                            | Bologna Tigers Subbuteo                           | S.C. C.S.E.N. Piemonte Torino                     | S.C. San Vito Trieste                             | S.C. Napoli Ferrovia                              |                                                   |
| 1992/93                                           | Milano                                            | S.C. Genova                                       | La Sfinge Benevento                               | T.S.C. Stella Artois Milano                       | Lambertenghi Roma                                 |                                                   |
| 1993/94                                           | Padova                                            | T.S.C. Stella Artois Milano                       | La Sfinge Benevento                               | S.C. Genova                                       | Lambertenghi Roma                                 |                                                   |
| 1994/95                                           | Roma                                              | T.S.C. Stella Artois Milano                       | C.C.T. Black & Blue Pisa                          | S.C. Pogliano Milanese                            | A.S. Serenissima 1990 Dolo                        |                                                   |
| 1995/96                                           | Dolo e Ponticino                                  | T.S.C. Stella Artois Milano                       | G.C.T. D.L.F. Gorizia                             | C.C.T. La Miniatura Roma                          | S.C. Pogliano Milanese                            |                                                   |
| 1996/97                                           | Bergamo e Pisa                                    | C.C.T. Black & Blue Pisa                          | T.S.C. Stella Artois Milano                       | A.S. Serenissima 1990 Dolo                        | C.C.T. La Miniatura Roma                          |                                                   |
| 1997/98                                           | Cormons e Roma                                    | C.C.T. Black & Blue Pisa                          | A.C.S. Perugia                                    | T.S.C. Stella Artois Milano                       | A.S. Serenissima 1990 Dolo                        |                                                   |
| 1998/99                                           | Reggio Emilia e Benevento                         | A.C.S. Perugia                                    | Benevento                                         | Black and Blue Pisa                               | T.S.C. Stella Artois Milano                       |                                                   |
| 1999/2000                                         | Bari e Latina                                     | A.C.S. Perugia                                    | T.S.C. Stella Artois Milano                       | A.S. Serenissima '90                              | C.C.T. Roma                                       |                                                   |
| 2000/01                                           | Latina e Dolo                                     | Reggiana Subbuteo                                 | A.C.S. Perugia                                    | T.S.C. Stella Artois Milano                       | T.S.C. Black Rose '98 Roma                        |                                                   |
| 2001/02                                           | Falconara e Castiglione del Lago                  | A.C.S. Perugia                                    | C.C.T. Eagles Napoli                              | Reggiana Subbuteo                                 | S.C. D.L.F. Falconara                             |                                                   |
| 2002/03                                           | Napoli e Castiglione del Lago                     | C.C.T. Eagles Napoli                              | A.C.S. Perugia                                    | T.S.C. Black Rose '98 Roma                        | Reggiana Subbuteo                                 |                                                   |
| 2003/04                                           | Reggio Emilia e Pisa                              | A.C.S. Perugia                                    | Reggiana Subbuteo                                 | C.C.T. Eagles Napoli                              | T.S.C. Black Rose '98 Roma                        |                                                   |
| 2004/05                                           | Roma e Nichelino                                  | C.C.T. Eagles Napoli                              | A.C.S. Perugia                                    | Reggiana Subbuteo                                 | T.S.C. Stella Artois Milano                       |                                                   |
| 2005/06                                           | Reggio Emilia e Acireale                          | C.C.T. Eagles Napoli                              | A.C.S. Perugia                                    | Reggiana Subbuteo                                 | T.S.C. Stella Artois Milano                       |                                                   |
| 2006/07                                           | Falconara e Fiumicino                             | C.C.T. Eagles Napoli                              | A.C.S. Perugia                                    | Dinamis Falconara                                 | T.S.C. Stella Artois Milano                       |                                                   |
| 2007/08                                           | Pisa e Fiumicino                                  | C.C.T. Black & Blue Pisa                          | F.lli Bari Reggio Emilia                          | A.C.S. Perugia                                    | Bologna Tigers Subbuteo                           |                                                   |
| 2008/09                                           | Ascoli e Fiumicino                                | F.lli Bari Reggio Emilia                          | C.C.T. Black & Blue Pisa                          | Bologna Tigers Subbuteo                           | A.C.S. Perugia                                    |                                                   |
| 2009/10                                           | Fiumicino a/r                                     | A.C.S. Perugia                                    | F.lli Bari Reggio Emilia                          | C.C.T. Black & Blue Pisa                          | Bologna Tigers Subbuteo                           |                                                   |
| 2010/11                                           | Chianciano Terme a/r                              | F.lli Bari Reggio Emilia                          | A.C.S. Perugia                                    | C.C.T. Black & Blue Pisa                          | T.S.C. Stella Artois Milano                       |                                                   |
| 2011/12                                           | Chianciano Terme a/r                              | F.lli Bari Reggio Emilia                          | A.C.S. Perugia                                    | C.C.T. Black & Blue Pisa                          | C.C.T. Eagles Napoli                              |                                                   |
| 2012/13                                           | Chianciano Terme a/r                              | C.C.T. Black & Blue Pisa                          | F.lli Bari Reggio Emilia                          | C.C.T. Eagles Napoli                              | Fiamme Azzurre Roma                               |                                                   |
| 2013/14                                           | San Benedetto del Tronto a/r                      | C.C.T. Eagles Napoli                              | F.lli Bari Reggio Emilia                          | C.C.T. Black & Blue Pisa                          | Fiamme Azzurre Roma                               |                                                   |
| 2014/15                                           | San Benedetto del Tronto a/r                      | F.lli Bari Reggio Emilia                          | C.C.T. Eagles Napoli                              | C.C.T. Black & Blue Pisa                          | Fiamme Azzurre Roma                               |                                                   |
| 2015/16                                           | San Benedetto del Tronto a/r                      | Fiamme Azzurre Roma                               | F.lli Bari Reggio Emilia                          | C.C.T. Black & Blue Pisa                          | A.C.S. Perugia                                    |                                                   |
| 2016/17                                           | San Benedetto del Tronto a/r                      | F.lli Bari Reggio Emilia                          | Napoli Fighters                                   | C.C.T. Eagles Napoli                              | Fiamme Azzurre Roma                               |                                                   |
| 2017/18                                           | San Benedetto del Tronto a/r                      | Fiamme Azzurre Roma                               | F.lli Bari Reggio Emilia                          | C.C.T. Eagles Napoli                              | Napoli Fighters                                   |                                                   |
| 2018/19                                           | San Benedetto del Tronto a/r                      | Fiamme Azzurre Roma                               | F.lli Bari Reggio Emilia                          | Napoli Fighters                                   | C.C.T. Eagles Napoli                              |                                                   |
| 2019/20                                           | San Benedetto del Tronto andata                   | Fiamme Azzurre Roma                               | F.lli Bari Reggio Emilia                          | C.C.T. Eagles Napoli                              | Napoli Fighters                                   |                                                   |

*il titolo vinto dal S.C. Genova fu successivamente revocato per la posizione irregolare del giocatore junior schierato dalla squadra ligure durante il campionato. L'A.I.C.I.M.S. decise di assegnarlo alla squadra seconda classificata della final-four.

### Campionati Italiani Individuali di Subbuteo Tradizionale
I Campionati Italiani Individuali di Subbuteo Tradizionale , con materiali cioè originali o replica degli anni 70/80, hanno iniziato a svolgersi nella stagione agonistica 2014/15 con la stessa modalità di quelli di Calcio da Tavolo. Sono organizzati dalla F.I.S.C.T. in maniera itinerante nei primi anni e successivamente nel Centro Federale di San Benedetto del Tronto in concomitanza con quelli di calcio tavolo.Al momento il giocatore che ha vinto più titoli italiani e’ Stefano Cafaggi di Verona con 2.
| Campionati italiani individuali di Subbuteo Tradizionale | Campionati italiani individuali di Subbuteo Tradizionale | Campionati italiani individuali di Subbuteo Tradizionale | Campionati italiani individuali di Subbuteo Tradizionale |
| Anno                                                     | Luogo                                                    |                                                          | 2º classificato                                          |
| -------------------------------------------------------- | -------------------------------------------------------- | -------------------------------------------------------- | -------------------------------------------------------- |
| 2015                                                     | San Benedetto del Tronto                                 | Stefano Cafaggi (Livorno)                                | Pier Luigi Signoretti (Roma)                             |
| 2016                                                     | San Benedetto del Tronto                                 | Stefano Cafaggi (Livorno)                                | Simone Lazzerini (Lucca)                                 |
| 2017                                                     | Desenzano del Garda                                      | Pier Luigi Signoretti (Roma)                             | Stefano Cafaggi (Verona)                                 |
| 2018                                                     | Castel Volturno                                          | Ogno Giuseppe (Cagliari)                                 | Enrico Frisone (Genova)                                  |
| 2019                                                     | San Benedetto del Tronto                                 | Croce Morgan (Roma)                                      | Gabriele Silveri (Roma)                                  |
| 2020                                                     | Non disputati causa pandemia Covid 19                    | Non disputati causa pandemia Covid 19                    | Non disputati causa pandemia Covid 19                    |

### Campionati Italiani a Squadre di Subbuteo Tradizionale
I Campionati Italiani a Squadre di Subbuteo Tradizionale hanno iniziato a svolgersi nella stagione agonistica 2015/16 con la stessa modalità di quelli di Calcio da Tavolo. Sono organizzati dalla F.I.S.C.T. in maniera itinerante nei primi anni e successivamente nel Centro Federale di San Benedetto del Tronto.Il club più scudetti e’l’ACS Perugia con 2 mentre a livello individuale 3 titoli italiani per Stefano De Francesco di Perugia  e Francesco Mattiangeli di Terni e 2 titoli italiani  per Nico Lucchesi di san Miniato  e Pierluigi Signoretti di Assisi . 
| Campionati italiani a squadre di Subbuteo Tradizionale | Campionati italiani a squadre di Subbuteo Tradizionale | Campionati italiani a squadre di Subbuteo Tradizionale | Campionati italiani a squadre di Subbuteo Tradizionale | Campionati italiani a squadre di Subbuteo Tradizionale | Campionati italiani a squadre di Subbuteo Tradizionale | Campionati italiani a squadre di Subbuteo Tradizionale |
| Anno                                                   | Luogo                                                  |                                                        | 2º classificato                                        | 3º classificato                                        | 4º classificato                                        |                                                        |
| ------------------------------------------------------ | ------------------------------------------------------ | ------------------------------------------------------ | ------------------------------------------------------ | ------------------------------------------------------ | ------------------------------------------------------ | ------------------------------------------------------ |
| 2015/16                                                | Livorno                                                | A.C.S. Perugia                                         | C.C.T. Black & Blue Pisa                               | Bologna Tigers Subbuteo                                | Lazio T.F.C.                                           |                                                        |
| 2016/17                                                | Livorno                                                | A.C.S. Perugia                                         | C.C.T. Black & Blue Pisa                               | Lazio T.F.C.                                           | Bologna Tigers Subbuteo                                |                                                        |
| 2017/18                                                | Roma                                                   | C.C.T. Black & Blue Pisa                               | Lazio T.F.C.                                           | A.C.S. Perugia                                         | Black Rose Roma                                        |                                                        |
| 2018/19                                                | San Benedetto del Tronto                               | Bologna Tigers                                         | Lazio TFC                                              | Livorno TS                                             | Subbuteo Club Sombrero                                 |                                                        |
| 2019/20                                                | Non disputati causa pandemia Covid 19                  | Non disputati causa pandemia Covid 19                  | Non disputati causa pandemia Covid 19                  | Non disputati causa pandemia Covid 19                  | Non disputati causa pandemia Covid 19                  | Non disputati causa pandemia Covid 19                  |

### Campionato Italiano Primavera
| Campionato Italiano Primavera (torneo a squadre per giocatori Under-15 e Under-12) | Campionato Italiano Primavera (torneo a squadre per giocatori Under-15 e Under-12) | Campionato Italiano Primavera (torneo a squadre per giocatori Under-15 e Under-12) | Campionato Italiano Primavera (torneo a squadre per giocatori Under-15 e Under-12) |
| Anno                                                                               | Luogo                                                                              |                                                                                    | 2º classificato                                                                    |
| ---------------------------------------------------------------------------------- | ---------------------------------------------------------------------------------- | ---------------------------------------------------------------------------------- | ---------------------------------------------------------------------------------- |
| 2007                                                                               | La Spezia                                                                          | A.C.S. Perugia                                                                     | Napoli 2000                                                                        |
| 2008                                                                               | Ferrara                                                                            | Napoli Fighters                                                                    | A.C.S. Perugia                                                                     |
| 2009                                                                               | Salerno                                                                            | Pierce 14 Altavilla Monferrato                                                     | Lazio TFC                                                                          |
| 2010                                                                               | Casale Monferrato                                                                  | Pierce 14 Altavilla Monferrato                                                     | Napoli Fighters                                                                    |
| 2011                                                                               | Chianciano Terme                                                                   | Napoli Fighters                                                                    | Pierce 14 Altavilla Monferrato                                                     |
| 2012                                                                               | Chianciano Terme                                                                   | Pierce 14 Altavilla Monferrato                                                     | Napoli Fighters                                                                    |
| 2013                                                                               | Chianciano Terme                                                                   | Pierce 14 Altavilla Monferrato                                                     | Libertas Barcellona                                                                |
| 2014                                                                               | San Benedetto del Tronto                                                           | Pierce 14 Altavilla Monferrato                                                     | Eagles Napoli                                                                      |
| 2015                                                                               | San Benedetto del Tronto                                                           | Pierce 14 Altavilla Monferrato                                                     | Messina T.S.                                                                       |
| 2016                                                                               | San Benedetto del Tronto                                                           | Messina T. S.                                                                      | Livorno T.S.                                                                       |
| 2017                                                                               | Desenzano del Garda                                                                | Livorno T. S.                                                                      | Pierce 14 Altavilla Monferrato                                                     |
| 2018                                                                               | San Benedetto del Tronto                                                           | Pierce 14 Altavilla Monferrato                                                     | Eagles Napoli                                                                      |
| 2019                                                                               | San Benedetto del Tronto                                                           | Pierce 14 Altavilla Monferrato                                                     | Aosta                                                                              |
| 2020                                                                               | Non disputati causa pandemia Covid - 19                                            | Non disputati causa pandemia Covid - 19                                            | Non disputati causa pandemia Covid - 19                                            |

### Trofeo Vito Colomba
| Trofeo Vito Colomba (torneo a squadre per giocatori Under-19 e Under-15) | Trofeo Vito Colomba (torneo a squadre per giocatori Under-19 e Under-15) | Trofeo Vito Colomba (torneo a squadre per giocatori Under-19 e Under-15) | Trofeo Vito Colomba (torneo a squadre per giocatori Under-19 e Under-15) |
| Anno                                                                     | Luogo                                                                    |                                                                          | 2º classificato                                                          |
| ------------------------------------------------------------------------ | ------------------------------------------------------------------------ | ------------------------------------------------------------------------ | ------------------------------------------------------------------------ |
| 2009                                                                     | Salerno                                                                  | S.C. Palermo                                                             | Napoli 2000                                                              |
| 2010                                                                     | Casale Monferrato                                                        | S.C. Palermo                                                             | Napoli 2000                                                              |
| 2011                                                                     | Chianciano Terme                                                         | Pierce 14 Altavilla Monferrato                                           | Lazio TFC                                                                |
| 2012                                                                     | Chianciano Terme                                                         | Pierce 14 Altavilla Monferrato                                           | Eagles Napoli                                                            |
| 2013                                                                     | Chianciano Terme                                                         | Napoli Fighters                                                          | Pierce 14 Altavilla Monferrato                                           |
| 2014                                                                     | San Benedetto Del Tronto                                                 | Pierce 14 Altavilla Monferrato                                           | Eagles Napoli                                                            |
| 2015                                                                     | San Benedetto Del Tronto                                                 | Perugia T. S.                                                            | T.S.C. Black Rose '98 Roma                                               |
| 2016                                                                     | San Benedetto Del Tronto                                                 | Messina T. S.                                                            | Pierce 14 Altavilla Monferrato                                           |
| 2017                                                                     | Desenzano del Garda                                                      | Messina T. S.                                                            | Eagles Napoli                                                            |
| 2018                                                                     | San Benedetto Del Tronto                                                 | Messina T. S.                                                            | Sessana                                                                  |
| 2019                                                                     | San Benedetto Del Tronto                                                 | Sessana                                                                  | Eagles Napoli                                                            |
| 2020                                                                     | Non disputati causa pandemia Covid - 19                                  | Non disputati causa pandemia Covid - 19                                  | Non disputati causa pandemia Covid - 19                                  |